# Società Sportiva Calcio Palermo 1975-1976
Questa voce raccoglie le informazioni riguardanti la Società Sportiva Calcio Palermo nelle competizioni ufficiali della stagione 1975-1976.

## Stagione
Al terzo anno consecutivo in Serie B, il Palermo arriva nelle zone di metà classifica, grazie soprattutto ad un girone di ritorno di alto livello, con in panchina l'ex giocatore Antonio De Bellis subentrato a Benigno De Grandi. In Coppa Italia la squadra viene eliminata nella prima fase dopo un pareggio e tre sconfitte.

## Rosa
| N. |                   | Ruolo | Calciatore       |
| -- | ----------------- | ----- | ---------------- |
|    | Italia (bandiera) | P     | Angelo Bellavia  |
|    | Italia (bandiera) | P     | Antonino Trapani |
|    | Italia (bandiera) | D     | Fiorino Pepe     |
|    | Italia (bandiera) | D     | Giacomo Vianello |
|    | Italia (bandiera) | D     | Dario Pighin     |
|    | Italia (bandiera) | D     | Alessandro Zanin |
|    | Italia (bandiera) | D     | Paolo Viganò     |
|    | Italia (bandiera) | D     | Gaetano Longo    |
|    | Italia (bandiera) | D     | Filippo Citterio |
|    | Italia (bandiera) | C     | Arturo Ballabio  |
|    | Italia (bandiera) | C     | Aldo Cerantola   |
|    | Italia (bandiera) | C     | Erminio Favalli  |

| N. |                   | Ruolo | Calciatore            |
| -- | ----------------- | ----- | --------------------- |
|    | Italia (bandiera) | C     | Valerio Majo          |
|    | Italia (bandiera) | C     | Fabrizio Larini       |
|    | Italia (bandiera) | C     | Adriano Novellini     |
|    | Italia (bandiera) | C     | Paolo Chirco          |
|    | Italia (bandiera) | C     | Pasqualino Borsellino |
|    | Italia (bandiera) | C     | Asaro                 |
|    | Italia (bandiera) | A     | Ariedo Braida         |
|    | Italia (bandiera) | A     | Giorgio Barbana       |
|    | Italia (bandiera) | A     | Guido Magherini       |
|    | Italia (bandiera) | A     | Vanni Peressin        |
|    | Italia (bandiera) | A     | Paolo Piras           |

## Risultati

### Serie B

#### Girone di andata
| 28 settembre 1975 1ª giornata | Modena | 2 – 0 | Palermo |  |

| 5 ottobre 1975 2ª giornata | Palermo | 2 – 0 | Brindisi |  |

| 12 ottobre 1975 3ª giornata | Pescara | 0 – 0 | Palermo |  |

| 19 ottobre 1975 4ª giornata | Palermo | 1 – 2 | Taranto |  |

| 10 dicembre 2000 5ª giornata | Novara | 1 – 0 | Palermo |  |

| 2 novembre 1975 6ª giornata | Palermo | 1 – 0 | Lanerossi Vicenza |  |

| 9 novembre 1975 7ª giornata | Catanzaro | 2 – 1 | Palermo |  |

| Palermo 16 novembre 1975 8ª giornata | Palermo              | 0 – 0 | Brescia | Stadio La Favorita\| Arbitro: \| Barbaresco (Cormons) \| |
| Arbitro:                             | Barbaresco (Cormons) |       |         |                                                          |

| 23 novembre 1975 9ª giornata | Piacenza | 3 – 0 | Palermo |  |

| 10 novembre 1946 10ª giornata | Palermo | 2 – 0 | Reggiana |  |

| 7 dicembre 1975 11ª giornata | Avellino | 1 – 0 | Palermo |  |

| 14 dicembre 1975 12ª giornata | Catania | 1 – 1 | Palermo |  |

| 21 dicembre 1975 13ª giornata | Palermo | 2 – 1 | Sambenedettese |  |

| 4 gennaio 1976 14ª giornata | Foggia | 0 – 0 | Palermo |  |

| 11 gennaio 1976 15ª giornata | Palermo | 1 – 1 | Genoa |  |

| 18 gennaio 1976 16ª giornata | SPAL | 3 – 1 | Palermo |  |

| 25 gennaio 1976 17ª giornata | Palermo | 0 – 0 | Atalanta |  |

| 14 gennaio 1962 18ª giornata | Ternana | 2 – 1 | Palermo |  |

| 8 febbraio 1976 19ª giornata | Palermo | 1 – 1 | Varese |  |

#### Girone di ritorno
| 15 febbraio 1976 20ª giornata | Palermo | 1 – 0 | Modena |  |

| 22 febbraio 1976 21ª giornata | Brindisi | 0 – 2 | Palermo |  |

| 29 febbraio 1976 22ª giornata | Palermo | 0 – 0 | Pescara |  |

| 7 marzo 1976 23ª giornata | Taranto | 1 – 1 | Palermo |  |

| 14 marzo 1976 24ª giornata | Palermo | 2 – 2 | Novara |  |

| 21 marzo 1976 25ª giornata | Lanerossi Vicenza | 0 – 0 | Palermo |  |

| 28 marzo 1976 26ª giornata | Palermo | 1 – 0 | Catanzaro |  |

| Arbitro: | Lapi (Firenze) |

|  |           |               |
|  | Marcatori | 80’ Novellini |

| 11 aprile 1976 28ª giornata | Palermo | 4 – 0 | Piacenza |  |

| 18 aprile 1976 29ª giornata | Reggiana | 2 – 3 | Palermo |  |

| 25 aprile 1976 30ª giornata | Palermo | 0 – 0 | Avellino |  |

| 2 maggio 1976 31ª giornata | Palermo | 1 – 1 | Catania |  |

| 9 maggio 1976 32ª giornata | Sambenedettese | 2 – 0 | Palermo |  |

| 16 maggio 1976 33ª giornata | Palermo | 1 – 1 | Foggia |  |

| 23 maggio 1976 34ª giornata | Genoa | 1 – 1 | Palermo |  |

| 30 maggio 1976 35ª giornata | Palermo | 0 – 0 | SPAL |  |

| 6 giugno 1976 36ª giornata | Atalanta | 2 – 0 | Palermo |  |

| 13 giugno 1976 37ª giornata | Palermo | 2 – 0 | Ternana |  |

| 20 giugno 1976 38ª giornata | Varese | 3 – 0 | Palermo |  |

### Coppa Italia

#### Primo turno
| Arbitro: | Pieri (Genova) |

|             |           |                                   |
| Barbana 32’ | Marcatori | 11’ Lorenzetti 69’ (aut.) Barbana |

| 31 agosto 1975 Prima fase - 2ª giornata |  | – Turno di riposo |  |  |

| Arbitro: | Mattei (Macerata) |

|           |           |              |
| Sacco 22’ | Marcatori | 72’ Vianello |

| Arbitro: | Ciulli (Roma) |

|                     |           |  |
| G. Mariani 43’, 88’ | Marcatori |  |

| Arbitro: | Trinchieri (Reggio Emilia) |

|  |           |                               |
|  | Marcatori | 19’, 49’ Sperotto 69’ Juliano |

## Statistiche

### Statistiche di squadra
| Competizione | Punti | In casa | In casa | In casa | In casa | In casa | In casa | In trasferta | In trasferta | In trasferta | In trasferta | In trasferta | In trasferta | Totale | Totale | Totale | Totale | Totale | Totale | DR |
| Competizione | Punti | G       | V       | N       | P       | Gf      | Gs      | G            | V            | N            | P            | Gf           | Gs           | G      | V      | N      | P      | Gf     | Gs     | DR |
| ------------ | ----- | ------- | ------- | ------- | ------- | ------- | ------- | ------------ | ------------ | ------------ | ------------ | ------------ | ------------ | ------ | ------ | ------ | ------ | ------ | ------ | -- |
| Serie B      | 38    | 19      | 8       | 10      | 1       | 22      | 9       | 19           | 3            | 6            | 10           | 12           | 26           | 38     | 11     | 16     | 11     | 34     | 35     | -1 |
| Coppa Italia |       | 2       | 0       | 0       | 2       | 1       | 5       | 2            | 0            | 1            | 1            | 1            | 3            | 4      | 0      | 1      | 3      | 2      | 8      | -6 |
| Totale       | -     | 21      | 8       | 10      | 3       | 23      | 14      | 21           | 3            | 7            | 11           | 13           | 29           | 42     | 11     | 17     | 14     | 36     | 43     | -7 |

### Statistiche dei giocatori
| Giocatore     | Serie B  | Serie B | Coppa Italia | Coppa Italia | Totale   | Totale |
| Giocatore     | Presenze | Reti    | Presenze     | Reti         | Presenze | Reti   |
| ------------- | -------- | ------- | ------------ | ------------ | -------- | ------ |
| Asaro         | 1        | 0       | ?            | 0            | 1+       | 0      |
| A. Ballabio   | 29       | 6       | ?            | 0            | 29+      | 6      |
| G. Barbana    | 25       | 3       | ?            | 1            | 25+      | 4      |
| A. Bellavia   | 8        | -11     | ?            | -?           | 8+       | -11+   |
| P. Borsellino | 3        | 0       | ?            | 0            | 3+       | 0      |
| A. Braida     | 3        | 0       | ?            | 0            | 3+       | 0      |
| A. Cerantola  | 23       | 0       | ?            | 0            | 23+      | 0      |
| P. Chirco     | 10       | 0       | ?            | 0            | 10+      | 0      |
| F. Citterio   | 31       | 0       | ?            | 0            | 31+      | 0      |
| R. Favalli    | 34       | 0       | ?            | 0            | 34+      | 0      |
| F. Larini     | 33       | 3       | ?            | 0            | 33+      | 3      |
| G. Longo      | 21       | 0       | ?            | 0            | 21+      | 0      |
| G. Magherini  | 34       | 11      | ?            | 0            | 34+      | 11     |
| V. Majo       | 30       | 0       | ?            | 0            | 30+      | 0      |
| A. Novellini  | 30       | 2       | ?            | 0            | 30+      | 2      |
| F. Pepe       | 19       | 0       | ?            | 0            | 19+      | 0      |
| V. Peressin   | 9        | 1       | ?            | 0            | 9+       | 1      |
| D. Pighin     | 34       | 1       | ?            | 0            | 34+      | 1      |
| P. Piras      | 10       | 4       | ?            | 0            | 10+      | 4      |
| A. Trapani    | 30       | -24     | ?            | -?           | 30+      | -24+   |
| G. Vianello   | 10       | 1       | ?            | 1            | 10+      | 2      |
| P. Viganò     | 21       | 0       | ?            | 0            | 21+      | 0      |
| A. Zanin      | 4        | 0       | ?            | 0            | 4+       | 0      |